# Liste der Monuments historiques in Thourotte
Die Liste der Monuments historiques in Thourotte führt die Monuments historiques in der französischen Gemeinde Thourotte auf.

## Liste der Bauwerke
| Bezeichnung       | Beschreibung              | Standort | Kennzeichnung | Schutzstatus | Datum | Bild           |
| ----------------- | ------------------------- | -------- | ------------- | ------------ | ----- | -------------- |
| Kirche Notre-Dame | Erbaut im 12. Jahrhundert |          | PA00114922    | Classé       | 1912  | weitere Bilder |

## Liste der Objekte
- Monuments historiques (Objekte) in Thourotte in der Base Palissy des französischen Kultusministeriums